# Liste de lieux et monuments d'Antananarivo
Cet article liste des lieux et monuments d'Antananarivo à Madagascar.

## Architecture

### Résidences
- Villa Poina Andafiavaratra
- Résidence de Rainilaiarivony à Amboditsiry
- Hôtel Carlton Madagascar

### Religion
- Cathédrale Saint-Laurent Ambohimanoro
- Cathédrale de l'Immaculée-Conception d'Antananarivo
- Cathédrale catholique Notre Dame d'Andohalo
- Cathédrale anglicane Saint-Laurent Ambohimanoro
- Temple protestant d'Ambatonakanga
- Temple protestant d'Amboninampamarinana
- Temple protestant d'Ambohipotsy
- Temple protestant de Faravohitra
- Temple FMTA d'Ambatonakanga
- Temple FJKM d'Ambondrona

### Santé
- Hôpital Joseph Ravoahangy Andrianavalona
- Institut Pasteur de Madagascar
- Centre Hospitalier de Soavinandriana
- Hôpital Befelatanana
- Hôpital militaire d'Antananarivo

### Commerce
- Zoma
- Marché d'Analakely
- Marché d'Ampamantanana
- Akoor Digue
- Digue Market

### Sport
- Kianja Barea
- Stade olympique de l'Emyrne
- Palais des Sports et de la Culture Mahamasina

### Bâtiments officiels
- Hôtel de ville d'Antananarivo
- Cour Suprême d'Anosy
- Palais de Justice d'Ambatondrafandrana
- Tribunal Administratif d'Antananarivo
- Palais d'Andafiavaratra
- Palais d'Ambohitsorohitra
- Palais d'Iavoloha
- Rova d'Antananarivo
- Banque centrale de Madagascar
- Ambassade de France à Madagascar
- Ambassade d'Algérie à Madagascar

### Autres
- Tombeau de Rainiharo
- Rond point de vue d'Ambohipotsy
- Tour Zital
- Tour Redland
- Prison centrale d'Antanimora

## Transport

### Gares
- Gare de Soarano
- Gare D'antohomadinika
- Gare routière de l'est
- Gare routière MAKI

### Routes et rues
- Avenue de l'Indépendance
- Autoroute Antananarivo–Toamasina
- N 1
- N 2
- N 3
- N 4
- N 7
- N 60

### Autres
- Aéroport international d'Ivato

## Lieux

### Places et Parcs
- Parc botanique et zoologique de Tsimbazaza
- Parc Tsarasaotra
- Central Park
- Héronnière
- Jardin d'Ambohijatovo
- Ferme d'Antanandrano
- Croc Farm Ivato

### Eaux
- Lac Mandroseza
- Lac Anosy
- Lac Masay
- Ikopa

### Autres lieux
- Rocher d’Ampamarinana
- Plaine de Mahamasina
- Plateau du Rova

## Culture

### Éducation
- Université d'Antananarivo
- Université catholique de Madagascar
- École Bird
- Lycée français de Tananarive
- Lycée La Clairefontaine
- Collèges de France
- École de l'Alliance française d'Antsahabe
- Lycée Peter Pan

### Musées
- Musée du Palais d'Andafiavaratra
- Musée d'Art et d'Archéologie de l'Université de Madagascar
- Musée d'ethnologie et de paléontologie
- Musée national de géologie
- Musée du pirate de Madagascar
- Musée Vazimba
- Musée de Lohavohitra
- Musée de la photographie de Madagascar
- Musée des forces armées

### Autres
- Bibliothèque nationale de Madagascar

## Carte de lieux et monuments
| Carte de lieux et monuments d'Antananarivo                                              |
| Carte interactive de Lieux et monuments d'Antananarivo (cliquer pour voir les détails). |